# Петров, Юрий Анатольевич (конькобежец)
Ю́рий Анато́льевич Петро́в (род. 16 апреля 1957 года, Коломна, СССР) — советский конькобежец и российский тренер. Рекордсмен мира, СССР, победитель и призёр чемпионатов СССР по конькобежному спорту, тренер сборной команды России по конькобежному спорту, олимпийской сборной команды России по конькобежному спорту на Олимпиаде в Сочи. Мастер спорта СССР международного класса (конькобежный спорт). Заслуженный тренер России.
Ученики: Евгений Серяев, Денис Юсков.
Родился в Коломне, живёт и работает в Москве. Тренер-преподаватель СДЮШОР «Юность Москвы» по конькобежному спорту.
Женат, имеет сына Сергея и дочь Анастасию.

## Награды
Лауреат смотра-конкурса «Лучший тренер года» (2007).
Почетная грамота Министерства спорта, туризма и молодёжной политики РФ, дипломы Департамента физической культуры и спорта г. Москвы, Федерального агентства по физической культуре и спорту.